# دوئیزبرگ، تروورن
دوئیزبرگ (به لاتین: Duisburg) یک منطقهٔ مسکونی در بلژیک است که در ترووران واقع شده‌است.